# Ingo Neise
Ingo Neise (* 1943 in Holland) ist ein deutscher Schauspieler.
Der in Holland geborene Schauspieler lernte nach dem Jurastudium Regie und Schauspiel an der Folkwang Hochschule im Ruhrgebiet. Seither trat er auf zahlreichen deutschen Bühnen (u. a. Düsseldorfer Schauspielhaus) auf. Daneben hatte er auch kleinere Auftritte in TV-Serien wie SOKO  , Derrick, Der Fahnder und Weißblaue Geschichten. 
2007 ist Ingo Neise bereits zum dritten Mal als Tod im Jedermann auf der Festung Hohensalzburg zu sehen, wobei er auch die Regie der Aufführung übernommen hat.